# Креуса

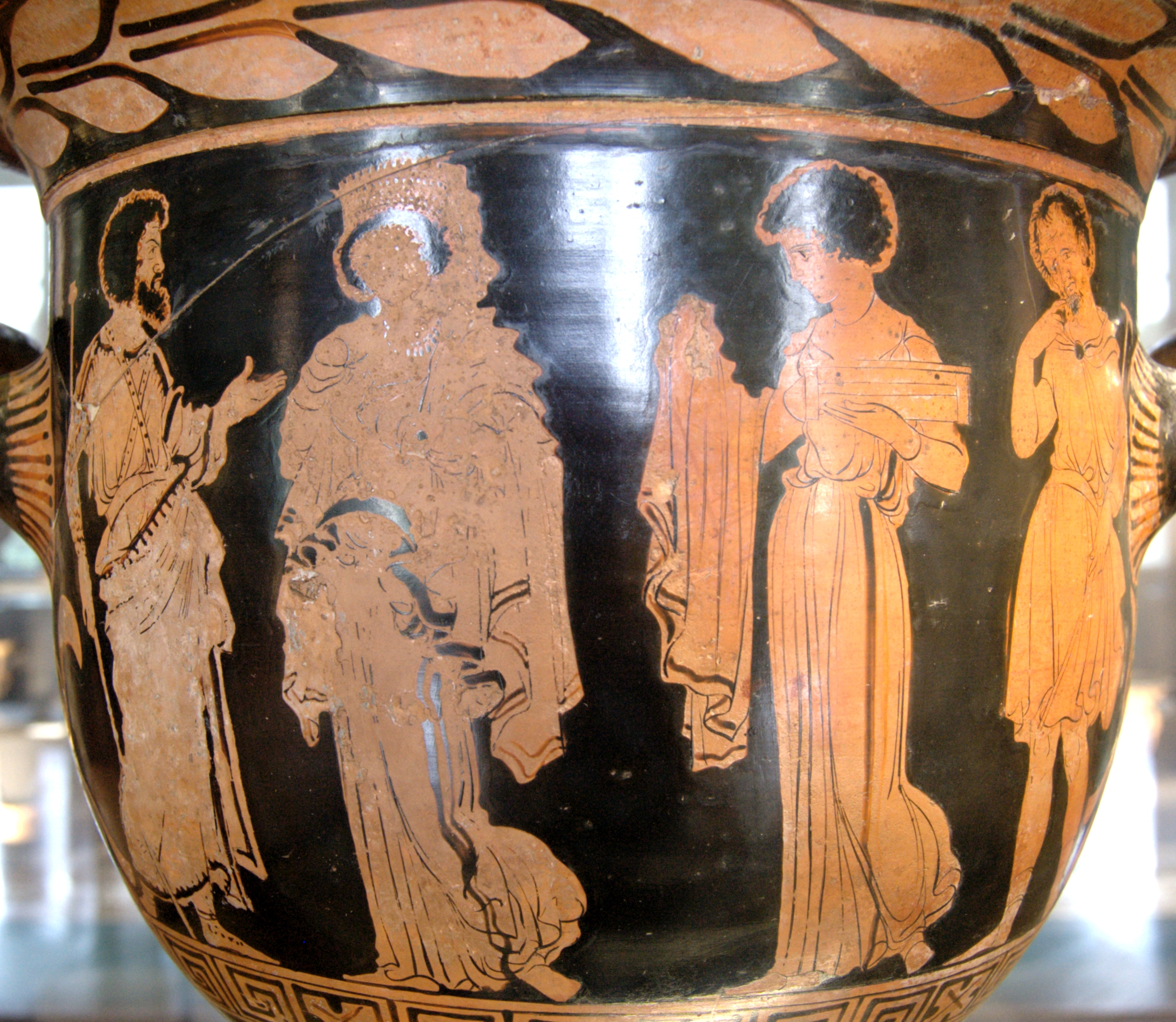
Дзвоноподібний кратер: Дари Медеї Креусі, з Апулії, Вазописець Долона. Лувр

Креуса (грец. Κρέουσα) — дочка Ерехтея і Праксітеї; від Аполлона народила Іона, потім стала дружиною Ксута. Спочатку подружжя було бездітним, але після прощі до Дельфів К. народила Дора й Ахея;
Креуса — одне з імен Главки, дочки корінфіянина Креонта, в яку закохався Ясон, жертва помсти Медеї;
Креуса — дочка Пріама й Гекуби, дружина Енея, мати Юла. Під час пожежі Трої Еней утратив її.